# Патара-Голиси
Патара-Голиси (груз. პატარა გოლისი) — село в Грузии, на территории Харагаульского муниципалитета края (мхаре) Имеретия.

## География
Село находится в западной части Грузии, на правом берегу реки Сакбула (левый приток Рикотулы), на расстоянии 57 километров к северо-востоку от посёлка городского типа Харагаули, административного центра муниципалитета. Абсолютная высота — 658 метров над уровнем моря.

## Население
По результатам официальной переписи населения 2014 года, постоянное население в Патара-Голиси отсутствовало.
| Год  | Население, человек |
| ---- | ------------------ |
| 2002 | 237                |
| 2014 | ↘ 0                |